# کایوسگ

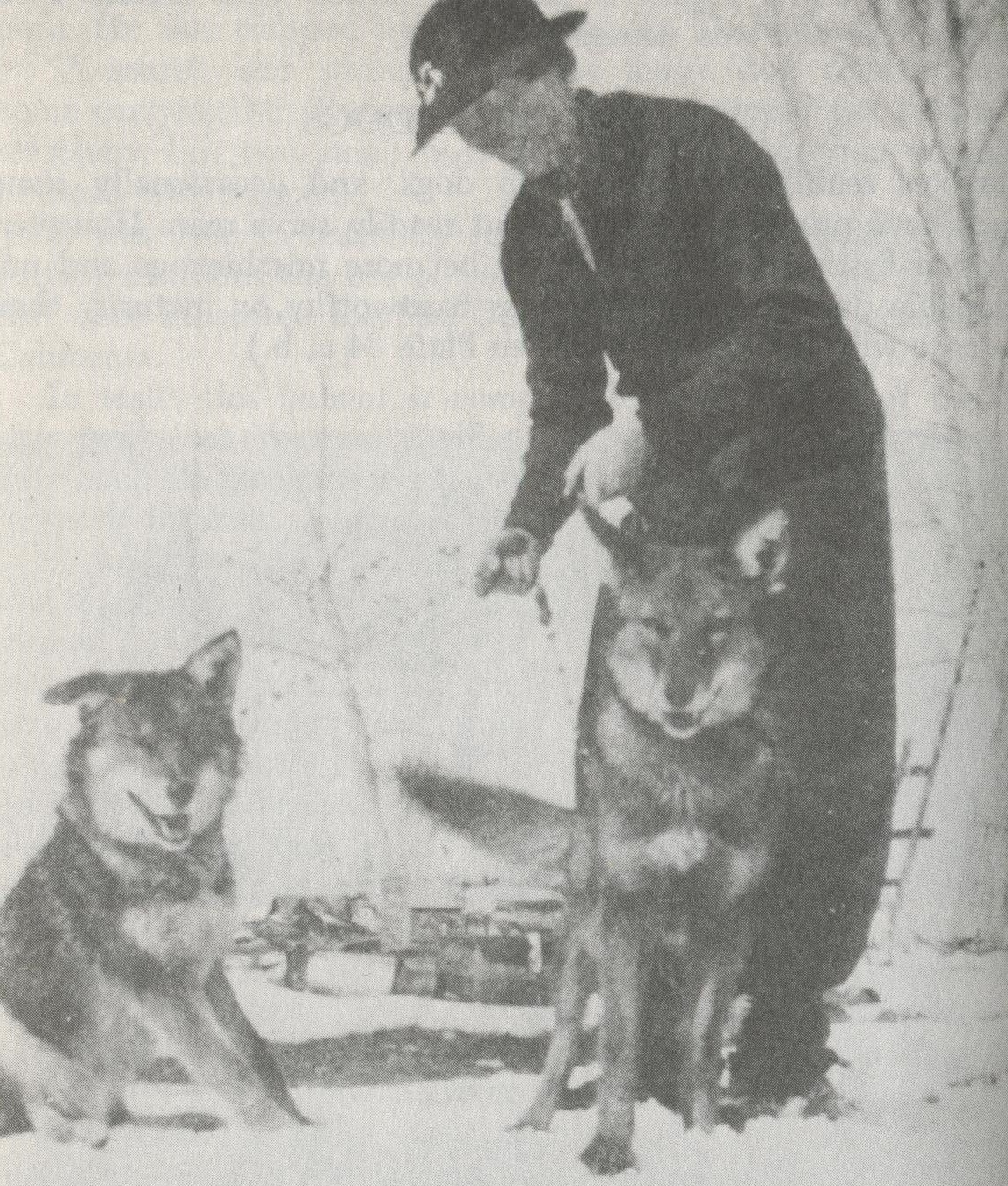
کایوسگ اسیر در وایومینگ

کایوسگ (به انگلیسی: Coydog) یک دورگه سگ‌سان است که از جفت‌گیری بین کایوت نر و سگ ماده حاصل می‌شود. دورگه‌های هر دو جنس بارور هستند و می‌توانند با موفقیت برای نسل‌ها پرورش یابند. به‌طور مشابه، سگ‌یوت ترکیبی از پدر سگ و مادر کایوت است.
این جفت‌گیری‌ها مدت‌ها پیش از استعمار اروپا در قاره آمریکا رخ داده‌است، زیرا نشان داده شده‌است که کایوت‌های باسیاه‌گرایی، پوست سیاه خود را از سگ‌هایی که احتمالاً ۱۲۰۰۰ تا ۱۴۰۰۰ سال پیش از طریق پل برینگ لند توسط سرخ‌پوستان به آمریکای شمالی آورده شده‌اند، به ارث برده‌اند.

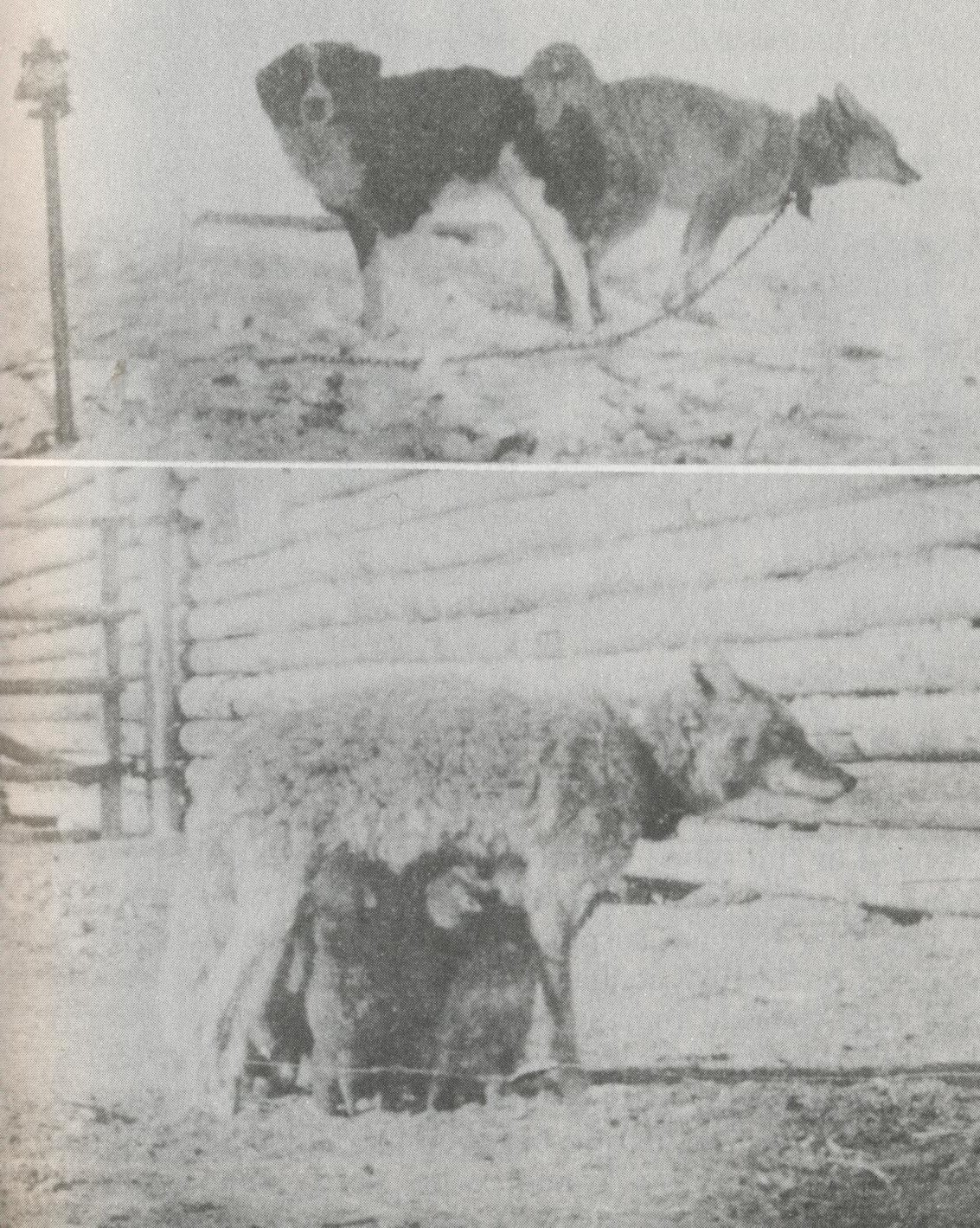
یک کایوت ماده در اسارت با یک سگ نر جفت‌گیری می‌کند و سپس از دورگه‌های حاصل، سگ‌یوت ("dogotes") پرستاری می‌کند.